# Andy Ram
Andy Ram (Hebreeuws:אנדי רם) (Montevideo, 10 april 1980) is een Israëlische voormalig professionele tennisser. 

## Carrière
Ram speelt sinds 1996 proftennis. Hij was de eerste Israëlische tennisser die een grandslamtitel wist te bemachtigen. Hij won in 2006 samen met Vera Zvonarjova het gemengd dubbelspel van Wimbledon 2006, waarin zij Bob Bryan en Venus Williams versloegen. Tijdens het gemengd dubbelspeltoernooi van Roland Garros 2007 wist hij wederom de titel op te eisen, dit keer met Nathalie Dechy.
Ook in het mannendubbelspel was hij zeer succesvol. Samen met zijn vaste tennispartner en landgenoot Jonathan Erlich won hij de finale van het Australian Open 2008. Zij wisten het toernooi op hun naam te schrijven door de als zevende geplaatste Fransen Arnaud Clément en Michaël Llodra met 7-5 en 7-6 te verslaan.
Hij heeft in het dubbelspel 35 finales bereikt, waarvan hij er negentien heeft gewonnen. Vijftien van deze titels heeft hij met Erlich behaald, wat hun de bijnaam AndiYoni heeft opgeleverd.
De hoogste positie op de wereldranglijst van het dubbelspel bereikte hij op 15 mei 2006, als nummer 9 van de wereld.

## Palmares
| Legenda                       | Legenda               |
| ----------------------------- | --------------------- |
| Grand Slam                    |                       |
| Olympische Spelen             |                       |
| tot 2009                      | vanaf 2009            |
| Tennis Masters Cup            | ATP Finals            |
| ATP Masters Series            | ATP Tour Masters 1000 |
| ATP International Series Gold | ATP Tour 500          |
| ATP International Series      | ATP Tour 250          |

### Dubbelspel
| Nr.              | Datum             | Toernooi          | Ondergrond    | Partner         | Tegenstanders in finale              | Score             |         |
| ---------------- | ----------------- | ----------------- | ------------- | --------------- | ------------------------------------ | ----------------- | ------- |
| Gewonnen finales |                   |                   |               |                 |                                      |                   |         |
| 1.               | 27 juli 2003      | ATP Indianapolis  | Hardcourt     | Mario Ančić     | Diego Ayala Robby Ginepri            | 2-6, 7-6, 7-5     | details |
| 2.               | 29 september 2003 | ATP Bangkok       | Hardcourt     | Jonathan Erlich | Jarkko Nieminen Andrew Kratzmann     | 6-3, 7-6          | details |
| 3.               | 12 oktober 2003   | ATP Lyon          | Tapijt (i)    | Jonathan Erlich | Nicolas Mahut Julien Benneteau       | 6-1, 6-3          | details |
| 4.               | 11 oktober 2004   | ATP Lyon          | Tapijt (i)    | Jonathan Erlich | Radek Štěpánek Jonas Björkman        | 7-6, 6-2          | details |
| 5.               | 20 februari 2005  | ATP Rotterdam     | Hardcourt (i) | Jonathan Erlich | Cyril Suk Pavel Vízner               | 6-4, 4-6, 6-3     | details |
| 6.               | 19 juli 2005      | ATP Nottingham    | Gras          | Jonathan Erlich | Simon Aspelin Todd Perry             | 4-6, 6-3, 7-5     | details |
| 7.               | 9 januari 2006    | ATP Adelaide      | Hard          | Jonathan Erlich | Paul Hanley Kevin Ullyett            | 7-6, 7-6          | details |
| 8.               | 19 juni 2006      | ATP Nottingham    | Gras          | Jonathan Erlich | Igor Koenitsyn Dmitri Toersoenov     | 6-3, 6-3          | details |
| 9.               | 27 augustus 2006  | ATP New Haven     | Hardcourt     | Jonathan Erlich | Mariusz Fyrstenberg Marcin Matkowski | 6-3, 6-3          | details |
| 10.              | 1 oktober 2006    | ATP Bangkok       | Hardcourt     | Jonathan Erlich | Andy Murray Jamie Murray             | 6-2, 2-6, [10-4]  | details |
| 11.              | 19 augustus 2007  | ATP Cincinnati    | Hardcourt     | Jonathan Erlich | Bob Bryan Mike Bryan                 | 4-6, 6-3, [13-11] | details |
| 12.              | 25 januari 2008   | Australian Open   | Hardcourt     | Jonathan Erlich | Arnaud Clément Michaël Llodra        | 7-5, 7-6          | details |
| 13.              | 21 maart 2008     | ATP Indian Wells  | Hardcourt     | Jonathan Erlich | Daniel Nestor Nenad Zimonjić         | 6-4, 6-4          | details |
| 14.              | 12 oktober 2008   | ATP Wenen         | Hardcourt (i) | Maks Mirni      | Philipp Petzschner Alexander Peya    | 6-1, 7-5          | details |
| 15.              | 26 oktober 2008   | ATP Lyon          | Tapijt (i)    | Michaël Llodra  | Stephen Huss Ross Hutchins           | 6-3, 5-7, [10-8]  | details |
| 16.              | 5 april 2009      | ATP Miami         | Hardcourt     | Maks Mirni      | Ashley Fisher Stephen Huss           | 6-7, 6-2, [10-7]  | details |
| 17.              | 18 juni 2011      | ATP Eastbourne    | Gras          | Jonathan Erlich | Grigor Dimitrov Andreas Seppi        | 6-3, 6-3          | details |
| 18.              | 27 augustus 2011  | ATP Winston-Salem | Hardcourt     | Jonathan Erlich | Christopher Kas Alexander Peya       | 7-6, 6-4          | details |
| 19.              | 5 mei 2012        | ATP Belgrado      | Gravel        | Jonathan Erlich | Martin Emmrich Andreas Siljeström    | 4-6, 6-2, [10-6]  | details |
| Verloren finales |                   |                   |               |                 |                                      |                   |         |
| 1.               | 5 januari 2004    | ATP Chennai       | Hardcourt     | Jonathan Erlich | Rafael Nadal Tommy Robredo           | 6-7, 6-4, 3-6     | details |
| 2.               | 23 februari 2004  | ATP Rotterdam     | Hardcourt (i) | Jonathan Erlich | Paul Hanley Radek Štěpánek           | 7-5, 6-7, 5-7     | details |
| 3.               | 31 juli 2005      | ATP Los Angeles   | Hardcourt     | Jonathan Erlich | Rick Leach Brian MacPhie             | 3-6, 4-6          | details |
| 4.               | 14 augustus 2005  | ATP Montreal      | Hardcourt     | Jonathan Erlich | Wayne Black Kevin Ullyett            | 7-6, 3-6, 0-6     | details |
| 5.               | 3 oktober 2005    | ATP Bangkok       | Hardcourt (i) | Jonathan Erlich | Paul Hanley Leander Paes             | 6-7, 1-6, 2-6     | details |
| 6.               | 16 oktober 2005   | ATP Wenen         | Hardcourt (i) | Jonathan Erlich | Mark Knowles Daniel Nestor           | 3-5, 4-5(2)       | details |
| 7.               | 26 februari 2006  | ATP Rotterdam     | Hardcourt (i) | Jonathan Erlich | Paul Hanley Kevin Ullyett            | 6-7, 6-7          | details |
| 8.               | 14 mei 2006       | ATP Rome          | Gravel        | Jonathan Erlich | Mark Knowles Daniel Nestor           | 4-6, 7-5, [11-13] | details |
| 9.               | 5 maart 2007      | ATP Las Vegas     | Hardcourt     | Jonathan Erlich | Bob Bryan Mike Bryan                 | 6-7, 2-6          | details |
| 10.              | 17 maart 2007     | ATP Indian Wells  | Hardcourt     | Jonathan Erlich | Martin Damm Leander Paes             | 4-6, 4-6          | details |
| 11.              | 5 augustus 2007   | ATP Washington    | Hard          | Jonathan Erlich | Bob Bryan Mike Bryan                 | 6-7, 6-3, [7-10]  | details |
| 12.              | 3 augustus 2008   | ATP Cincinnati    | Hardcourt     | Jonathan Erlich | Bob Bryan Mike Bryan                 | 6-4, 6-7, [7-10]  | details |
| 13.              | 22 februari 2009  | ATP Marseille     | Hardcourt (i) | Julian Knowle   | Arnaud Clément Michaël Llodra        | 6-3, 3-6, [8-10]  | details |
| 14.              | 22 maart 2009     | ATP Indian Wells  | Hardcourt     | Maks Mirni      | Mardy Fish Andy Roddick              | 6-3, 1-6, [12-14] | details |
| 15.              | 15 augustus 2009  | ATP Montréal      | Hardcourt     | Maks Mirni      | Mahesh Bhupathi Mark Knowles         | 4-6, 3-6          | details |
| 16.              | 14 november 2010  | ATP Parijs        | Hardcourt (i) | Mark Knowles    | Mahesh Bhupathi Maks Mirni           | 5-7, 5-7          | details |

## Resultaten grandslamtoernooien
| Legenda | Legenda                          |
| ------- | -------------------------------- |
| g.t.    | geen toernooi gehouden           |
| l.c.    | lagere categorie                 |
| –       | niet deelgenomen                 |
| G       | uitgeschakeld in de groepsfase   |
| 1R      | uitgeschakeld in de eerste ronde |
| 2R      | uitgeschakeld in de tweede ronde |
| 3R      | uitgeschakeld in de derde ronde  |
| 4R      | uitgeschakeld in de vierde ronde |
| KF      | uitgeschakeld in de kwartfinale  |
| HF      | uitgeschakeld in de halve finale |
| F       | de finale verloren               |
| W       | het toernooi gewonnen            |
| w-v     | winst/verlies-balans             |

### Enkelspel
| Toernooi        | 2004 |
| --------------- | ---- |
| Australian Open | –    |
| Roland Garros   | –    |
| Wimbledon       | 1R   |
| US Open         | –    |

### Mannendubbelspel
| Toernooi        | 2001 | 2002 | 2003 | 2004 | 2005 | 2006 | 2007 | 2008 | 2009 | 2010 | 2011 | 2012 |
| --------------- | ---- | ---- | ---- | ---- | ---- | ---- | ---- | ---- | ---- | ---- | ---- | ---- |
| Australian Open | –    | 1R   | –    | 2R   | 3R   | 2R   | 3R   | W    | 2R   | 1R   | 2R   | 1R   |
| Roland Garros   | –    | –    | –    | 3R   | –    | 2R   | 3R   | 3R   | 1R   | HF   | 1R   | –    |
| Wimbledon       | 2R   | –    | HF   | 1R   | 3R   | 3R   | 2R   | KF   | 3R   | 3R   | 1R   | 2R   |
| US Open         | 1R   | –    | 1R   | 1R   | KF   | 3R   | 3R   | 2R   | HF   | 1R   | 2R   | 2R   |